# Patrimônio líquido
O patrimônio líquido (português brasileiro) ou capital próprio (português europeu) representa os valores que os sócios ou acionistas têm na empresa em um determinado momento. No balanço patrimonial, a diferença entre o valor dos ativos e dos passivos representa o patrimônio líquido, que é o valor contábil devido pela pessoa jurídica aos sócios ou acionistas, baseado no Princípio da Entidade.
No Brasil, conforme disposto pela Lei 6404/76, o patrimônio líquido é dividido em:
- Capital social
- Reservas de capital
- Ajustes de avaliação patrimonial
- Reservas de lucros
- Ações em tesouraria
- Prejuízos acumulados

## Capital social
Em contabilidade, capital social representa o investimento efetuado na sociedade pelos seus proprietários, cotistas ou acionistas, que adquiriram os títulos denominados de cotas ou ações respectivamente. Pelas leis brasileiras, o valor do capital social é imutável e só sofrerá alterações quando houver a aprovação de aumentos ou diminuições do mesmo. Até 1994, o capital social podia ser corrigido monetariamente, mas esse acréscimo era contabilizado em uma conta de reserva de capital, só passando para a conta do capital social quando aprovado o aumento do capital por esse quantum.
Para constituir o Capital Social de uma empresa, exitem duas fases distintas: capital a realizar ou a integralizar e capital integralizado, sendo a primeira uma conta retificadora.

## Reservas de capital
Essas reservas em geral constituem-se de saldos em dinheiro que não podem ser distribuídos aos investidores na forma de lucros ou dividendos, devendo ser incorporados ao Capital Social ou compensados com lucros acumulados, quando não houver mais saldo de Reserva de Lucros disponível para esse fim. Não representam receitas ou ganhos e não transitam pelo Resultado como Receitas. Algumas subvenções e benefícios fiscais governamentais entregues às empresas para fins de aquisição de bens de capital eram contabilizadas como reservas de capital, mas passaram a ser consideradas reservas de lucros com a Lei 11.638/2007.

## Ajustes de avaliação patrimonial
Serão classificadas como ajustes de avaliação patrimonial, enquanto não computadas no resultado do exercício em obediência ao regime de competência, as contrapartidas de aumentos ou diminuições de valores atribuídos a elementos do ativo e do passivo, em decorrência da sua avaliação a valor justo. Nos casos previstos nesta Lei ou, em normas expedidas pela Comissão de Valores Mobiliários, com base na competência conferida pelo § 3o do art. 177 desta Lei. (Redação dada pela Lei nº 11.941, de 2009).
Ou seja, são expressos os valores que registram a diferença entre o valor de compra de ativos e o seu valor de mercado, em decorrência da sua avaliação a valor justo.

## Reservas de lucros
São contas de reserva constituídas pela apropriação de lucros da companhia. Representam lucros reservados e constituem garantia e segurança adicional para a saúde financeira da companhia, porque são lucros contabilmente realizados, que ainda não foram distribuídos aos sócios ou acionistas.
Conforme a Lei das Sociedades por Ações, podemos ter as seguintes reservas de lucros:
- Reserva Legal — estabelecida para dar proteção ao credor. Pode ser utilizada apenas para compensar prejuízos e incrementar o capital social. É a única OBRIGATÓRIA. A reserva legal visa dar proteção ao credor, sendo constituída pela alíquota de 5% do lucro líquido do exercício até atingir 20% do capital realizado.
- Reserva Estatutária — instituída por determinação do estatuto da companhia. Sua finalidade e seus critérios devem ser plenamente definidos.
- Reserva para Contingências — é constituída por uma parcela de lucros, com o intuito de amenizar prováveis perdas que venham prejudicar o resultados de exercícios futuros.
- Reserva de Retenção de Lucros — a empresa poderá reter parte do lucro líquido do exercício para constituí-la com o objetivo de expandir os negócios, criando filiais ou investir em novas empresas.
- Reserva de Incentivos Fiscais — a empresa poderá constituir RIF quando recebe doações e subvenções governamentais para investimentos.
- Reserva de Lucros a Realizar — constitui-se RLR quando o dividendo obrigatório ultrapassar o valor do LLE (Lucro Líquido do Exercício) realizado financeiramente.

## Ações em tesouraria
Representam valores de ações da própria empresa, adquiridas por ela mesma e deverão ser destacadas no balanço como dedução da conta do patrimônio líquido que registrar a origem dos recursos aplicados na sua aquisição.

## Prejuízos acumulados
Representa o saldo remanescente dos prejuízos líquidos das apropriações de lucros e dos dividendos ainda não distribuídos, não capitalizados porém já apropriados para constar no patrimônio líquido na data do balanço. Essa conta representa a interligação entre o Balanço e a demonstração do resultado do exercício.
Lucros acumulados não são mais permitidos devido a lei 11.638 de 28/12/2007. Os lucros acumulados poderão ser alocados na conta Reservas de Lucros, como também, distribuídos como dividendos aos credores ou redistribuídos dentro da empresa conforme decisão em assembleia de acionistas.